# Fran Lakmayer
Fran Serafin Lakmayer, češko-slovenski duhovnik in čebelar, * 24. julij 1863, Hosín pri Budějovicah, Češka, † 24. december 1946, Vrhnika.

## Življenjepis
Fran Lakmayer je bil rojen 24. julija 1863 kot František Josef Lakmayer v Hosínu pri Budějovicah na Češkem. Njegov oče Josef Lakmayer je bil učitelj. Z ženo Marie sta imela devet otrok, Fran je bil predzadnji. Maturiral je leta 1885 v kraju Jindřichův Hradec. Po končani gimnaziji se je prijavil v budjejoviško semenišče, ki je takrat sprejelo le 27 študentov. Lakmayer je bil sprejet kasneje, ko je bil že vpisan v ljubljansko semenišče. V Ljubljano je med letoma 1885 in 1897 prišlo več duhovniških kandidatov iz Moravske in iz Češke. V njegovem letniku je v Ljubljano prišlo še pet drugih čeških bogoslovcev, ki so se morali ob študiju učiti slovenskega jezika. Lakmayerja omenja Janez Evangelist Krek, ki je bil takrat tudi sam študent bogoslovja: »Čehi tretjega leta so se že prav dobro naučili slovenski –  Hiersche in Lakmayer sta nastopila pri govorniških vajah z jako dobrim uspehom.« Možnost študija je bila zasluga njegovega strica Antona, ki je bil dekan in škofovski notar v Trebonu na Češkem. 
Leta 1888 je bil posvečen v duhovnika, novo mašo je obhajal 5. avgusta v Štěpánovicah na Češkem. Leta 1869 je bil kot kaplan nameščen v Hrenovicah pri Postojni. V letih 1891 in 1892 je deloval v Naklem. Že kot kaplan je sodeloval pri ustanavljanju prosvetnih društev, zadrug, hranilnic in posojilnic. Leta 1892 je opravil župnijski izpit in 4. oktobra tega leta je bil poslan v Trnje pri Šempetru (Pivko) na Notranjskem. 11. novembra 1893 je bil premeščen v Grahovo pri Cerknici, leta 1898 pa v Šentjošt nad Horjulom. 1. maja leta 1908 je bil poslan za župnika v Preddvor. 5. novembra leta 1933 se je upokojil in preselil na Vrhniko. Tam je na Turnovšu kupil hišo, kjer je živel do smrti, 24. decembra 1946. Pokopan je na Vrhniki.

Povsod, kjer je služboval, je skrbel tudi za narodno, prosvetno in gospodarsko izobraževanje svojih faranov. Bil je pristaš Krekovih gospodarskih in prosvetnih idej. V Šentjoštu je bil predsednik kmetijske podružnice, v Preddvoru pa predsednik Katoliškega slovenskega izobraževalnega društva Preddvor, načelnik in upravitelj hranilnice in posojilnice ter prosvetnega društva. V letih 1912 in 1913 je vodil obnovo preddvorskega župnišča in v cerkvi dal postaviti nove orgle. Leta 1921 je bil med pobudniki ustanovitve preddvorskega telovadnega društva Orel. Med letoma 1922 in 1933 se je udejstvoval tudi kot režiser, za preddvorsko gledališko društvo je režiral igre Divji lovec, Vdova Rošlinka in Veriga. Leta 1927 so v Preddvoru na njegovo pobudo ob cerkvi odkrili spominsko ploščo za padle vojake v prvi svetovni vojni. 5. decembra 1932 so v Preddvoru ustanovili Gledališko in pevsko društvo, Lakmayer pa je postal njegov predsednik. Sam zase je večkrat dejal, da je človek s češkim srcem in slovensko dušo.
Po njem je poimenovano Čebelarsko društvo Preddvor, ki je bilo ustanovljeno leta 1910. Leta 2005 so pri vrtcu v Preddvoru postavili spominsko obeležje – naravno skalo z bronastim reliefnim doprsjem v medaljonu s spominsko ploščo. Ob obeležju so posadili tudi lipo. Leta 2018 so v Preddvoru postavili še en doprsni kip Frana Lakmayerja, ki ga je ustvarila akademska kiparka Alenka Vidrgar. Istega leta so v nastajajočem parku ob gradu Dvor v Preddvoru člani Čebelarskega društva zasadili drevored 36 lip in drevored prav tako poimenovali po Franu Lakmayerju.

## Čebelarstvo
S čebelarstvom se je ukvarjal že na Češkem. V Hrenovice pri Postojni je prišel s svojim kranjičem, panjem iz desk z nepremičnim satjem, ki ga je dobil v dar nekaj mesecev pred odhodom iz Ljubljane. V Trnje na Krasu je odšel brez čebel, ki jih je pred preselitvijo prodal cerkovniku v Naklem. V času, ko je bil še kaplan, se s čebelami ni veliko ukvarjal. Povsod, kamor je šel, pa je navezoval stike s čebelarji. V Grahovem je leta 1894 kupil nekaj košev čebel, ki jih je nato preselil v kranjiče. Ni znano, kdaj je začel čebelariti s premičnim satjem, ki so ga takrat uporabljali le redki čebelarji, na podeželju pa o tem niso veliko vedeli. Raven pismenosti je bila nizka in o čebelarstvu je bilo napisanega malo, največ v nemščini. Že kot kaplanu v Hrenovicah se mu je porodila ideja o pisanju za slovenske čebelarje, kako čebelariti na nov in drugačen način. Ko je nastopil službo v Šentjoštu nad Vrhniko, je imel že vse čebele v novih panjih s premičnim satjem. Tam je pred svojim čebelnjakom izvajal kratke tečaje o novem načinu čebelarjenja in o vzreji matic na nov način. Čebelarjem je dajal tudi brezobrestna posojila za nakup panjev, s čimer pa ni dosegel veliko. Nekateri čebelarji so res zamenjali panje, novega načina čebelarjenja pa niso obvladali.
Ker je Lakmayer obvladal šest jezikov, je pokupil vso dosegljivo literaturo o čebelarstvu in v želji po pomoči ljudem začel s pisanjem Umnega čebelarja. Knjigo je razdelil na uvod, prvi del (Splošno čebelarstvo) in drugi del (Napredno čebelarstvo). Prvi del knjige je napisan zelo poljudno, da je bil lahko razumljiv za preproste kmete. V knjigi je tudi zavrnil neutemeljene trditve o tem, da čebelarjenje ni dobičkonosno. S svojim znanjem je pomagal izumitelju Antonu Žnideršiču pri konstrukciji posebnega tipa panja, ki se danes imenuje AŽ panj.
Lakmayer je zagovarjal tudi čebelarstvo v koših in kranjičih zaradi pridobivanja rojev, v svojem čebelnjaku pa je imel le panje s premičnim satjem. Po upokojitvi in preselitvi na Vrhniko je svoj čebelnjak s čebelami vred prodal svaku svoje kuharice Francke, Florijanu Mubiju iz Srednje Bele. Na Vrhniki je do smrti tako živel brez čebel, kar je bilo za vse njegove prijatelje in znance nekaj nenavadnega. Lakmayer je čebele verjetno prodal zaradi bolezni, saj naj bi bil težek srčni bolnik.

## Dela
Leta 1907 je z željo po pomoči ljudem pri Mohorjevi družbi v Celovcu izdal knjigo Umni čebelar (drugi del z naslovom Napredno čebelarstvo je izšel leta 1908). Knjiga velja za prvi učbenik čebelarstva na Slovenskem in je izšla v 84.389 izvodih. Leta 1922 je izšla še druga izdaja, ki jo je dopolnil z novimi ugotovitvami, ovrgel pa je tudi tezo o nedonosnosti čebelarjenja. Čebelarji so knjigo zaradi njene uporabnosti poimenovali »čebelarski katekizem«, saj predstavlja prvi sistematični učbenik čebelarstva v slovenskem jeziku.
Pisal je tudi prispevke za revijo Domoljub, češko revijo Včelar in od leta 1901 številne strokovne članke za Slovenskega čebelarja, kjer je leta 1920 izšla tudi njegova poučna povest Čebelarji v Ljubočah (leta 1930 pa še v hrvaškem prevodu v Hrvatski pčeli).

### Čebelarji v Ljubočah
Povest je izhajala v desetih podlistkih. Osrednja tema je vezana na čebelarstvo. V povesti je opisano delo s čebelami, hkrati pa skozi oči župnika predstavljeno življenje na vasi, odnosi med ljudmi in naravo. Dogajanje se odvija v vasi Ljuboče, že ime vasi pa nakazuje na to, da tam ljudje živijo v miru in slogi. V zgodbi nastopa malo oseb. Avtoriteto v vasi predstavlja župnik Matija Černič, na katerega se po pomoč in nasvet obračajo vaščani, ki se ukvarjajo s čebelarjenjem (kmeta Mihol in Tonič). Zgodba se začne, ko se mladi Janko odloči, da bi se rad začel ukvarjati s čebelarstvom. Obrne se na župnika, ki mu pri tem svetuje in ga vodi. Lakmayer je v povesti izpostavil tudi motiv mladega dekleta – Metke, ki želi postati čebelarka. Pri tem jo župnik podpira in tako pokaže, da je tudi ženska lahko izjemna čebelarka. Ker je dogajanje povezano s kmečkim okoljem, povest uvrščamo med kmečke povesti, gre pa tudi za poučno povest. Zgodba ima avtobiografske elemente, saj je bil tudi Lakmayer župnik, ki se je ukvarjal s čebelarstvom, s svojim znanjem pa je pomagal drugim čebelarjem.

## Biografija
Leta 2020 je o Franu Lakmayerju, začetniku slovenskega čebelarstva, izšla biografija:
Delavec Touhami, Mira (2020). Fran Lakmayer: velikan slovenskega čebelarstva. KD Josipine Turnograjske, Mače pri Preddvoru. COBISS 14208003. ISBN 978-961-94715-2-4.